# No One Lives Forever
No One Lives Forever, gewoonlijk afgekort als NOLF, is de naam van een serie computerspellen door Monolith Productions.

## De spellen
Er zijn twee spellen en één spin-off-spel in de serie, dit is een uitbreidingspakket als interquel.

### No One Lives Forever
The Operative: No One Lives Forever werd uitgegeven in 2000, en had een vrouw als hoofdpersoon - een zeldzaamheid in spellen tot die tijd - spion Cate Archer. Het spel is een mix tussen een first-person shooter en een stealth-based game: de meeste (maar niet alle) missies kunnen op meerdere manier voltooid worden: sluipen om gevaar te voorkomen, het gebruik van gadgets, of simpelweg met knallende geweren.
Het verhaal van het spel draait om de geheime organisatie Unity, die de wereldvrede moet bewaren. Agent Archer, lid van deze organisatie, moet de listige plannen van H.A.R.M. zien te verijdelen.
Het spel speelt zich af in de jaren 60, en bevat een hoop humor: het werd eens beschreven als een mix van Austin Powers en James Bond met een hoofdpersoon die sterk lijkt op Emma Peel van The Avengers. De speler moet onder andere diepzeeduiken vlak bij een scheepswrak, een vrije val maken vanaf een vliegtuig, een ruimtestation gewichtloos onderzoeken, terwijl er ook met de vijanden gevochten moet worden.
Een belangrijk aspect van het spel is de grote reeks aan gadgets, waaronder een lichaams-verwijderende spray, slotenkrakers, en een elektronische poedel om bewakingshonden af te leiden. Bovendien zijn de missies bezaaid met "intelligence items": opmerkingen waarin vaak grappige bijzaken zijn verwerkt. De punten waarmee de speler wordt beloond door het meenemen van intelligence items kunnen gebruikt worden om verschillende vaardigheden te verbeteren.
Het spel onderscheidt zich ook door het geluid: niet alleen zijn vijanden zich bewust van het lawaai dat de speler maakt, ook bevat het spel veel muziek in de stijl van de jaren zestig.
Het spel heeft diverse Game of the Year-prijzen gewonnen, waaronder die van Computer Games Magazine, Computer Gaming World, PC Gamer, en Gamespy.
No One Lives Forever verscheen later in een speciale Game of the Year (GOTY) versie, met een aanvullende singleplayer-missie die nog niet aanwezig was in het originele spel.
In 2002 verscheen NOLF als een portering op de PlayStation 2 console, met nog wat extra missies die nog niet op de pc-versie stonden. Deze port bevat ook de extra GOTY-missie. Een van de andere extra missies is een prequel van NOLF, met Cate Archer als een dief in de dagen voor ze bij Unity werd aangenomen. De port ging ten onder aan de gedateerde graphics en een verwarrende besturing, en was daardoor niet zo succesvol als de pc-versie.

### A Spy In H.A.R.M.'s Way
No One Lives Forever 2: A Spy In H.A.R.M.'s Way, een vervolg waarin Cate Archer het opnieuw opneemt tegen H.A.R.M., werd uitgebracht in 2002. Dit tweede spel bevatte zelfs meer exotische plaatsen, zoals een door ninja's ingenomen Japanse plaats, een geheime marinebasis, en een woonwagenkamp in Ohio. Een heel nieuwe reeks aan vreemde gadgets en wapens werd geïntroduceerd, waaronder een als haarspray vermomde soldeerlamp en een ontploffende kat.
No One Lives Forever 2: A Spy In H.A.R.M.'s Way draaide op de toen nog nieuwe engine, Lithtech versie 2.0, "Jupiter". Deze engine heeft een aantal verbeteringen, zoals hogere kwaliteit graphics, gezichtsuitdrukkingen en pixel shaders.
Net als in het eerste spel, kunnen missies voltooid worden met alleen actie, door te sluipen, door gadgets te gebruiken, of een combinatie van al deze methodes.
NOLF2 won ook verschillende Game of the Year awards, bijvoorbeeld die van Gamespy. Het won ook de prestigieuze Excellence in Writing Game Developers Choice Award.
No One Lives Forever 2: A Spy In H.A.R.M.'s Way werd ook uitgebracht op de Apple Macintosh.

### Contract J.A.C.K.
In 2003 verscheen er nog een spel in de serie. Dit speelde zich af tussen de originele spellen NOLF en NOLF2. Het spel heette Contract J.A.C.K. (Just Another Contract Killer), en in plaats van Cate Archer in de hoofdrol, moest de speler Jack besturen, een huurmoordenaar in dienst van H.A.R.M. Het spel was een stuk korter dan de eerste twee, en de gadgets en intelligence-items uit de NOLF-spellen ontbraken. Bovendien was de jaren zestig-sfeer verdwenen (het spel bevatte bijvoorbeeld een Desert Eagle handgeweer, iets wat in de jaren zestig nog niet bestond) en was het sluipaspect van de voorgangers er niet meer. 
Contract J.A.C.K. werd geïntroduceerd als een opzichzelfstaand uitbreidingspakket, in plaats van een compleet spel; toch heeft de speler geen van beide NOLF-titels nodig om het te kunnen spelen.

## Aanvullende feiten
Cate Archer werd ontworpen aan de hand van het model Mitzi Martin.
Cate Archers volledige naam is Catherine Ann Archer.
NOLF 1 draaide op Monoliths Lithtech graphics engine. NOLF 2 en Contract J.A.C.K. deden dit op de opvolger, de Lithtech Jupiter engine.